# Gumiarábikum

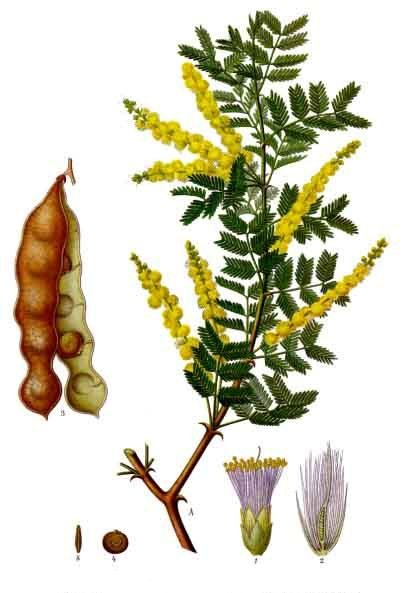
A gumiarábikumot adó arabmézgafa (Senegalia senegal L.) termése, levele és virága

A gumiarábikum vagy arabmézga (latinul gummi arabicum, gummi mimosae, elavult magyar neve arabgumi) egyes akáciafajok gumiszerű váladéka, mézgája, amelyből ipari módszerekkel ragasztószer, kötőanyag nyerhető.  E 414 élelmiszer-adalékanyag, a sűrítőanyagok csoportjába tartozik. Általában a stabilizátor, máz, habzásgátló, kötőanyag, töltőanyag technológiai funkcióit látja el.

## Fizikokémiai jellemzői
A gumiarábikum kémiaialag a pektinekkel rokon anyag, száraztömegének 95%-a poliszacharid, a fennmaradó rész oligoszacharidok és glikoproteinek bonyolult összetételű elegye. Fő alkotóelemei a D-galaktóz (35–45%), L-arabinóz (25–45%), D-glükuronsav (6–15%) és L-ramnóz (4–13%). Molekulatömege 200–300 kDa, belső viszkozitása 12 ml/g. A képlékeny váladék levegőn megszilárdul, színtelen vagy halványsárga színű, fénytelen, repedezett felületű lesz. Meleg vízben lassan oldható, s átlátszó, viszkózus, ragadós állagú lesz.

## Története
A gumiarábikumot az i. e. 2. évezred első felében már ismerték az egyiptomiak, akik festékek és papiruszok kötőanyagául használták, illetve a mumifikálásban, a múmiapólya összetartásában is fontos szerepe volt. Az i. e. 4. században Theophrasztosz „egyiptomi gumi” néven említette. Afrika őslakói hagyományosan kunyhóik tetejét teszik víztaszítóvá gumiarábikum-bevonattal, gyógyszerként alkalmazzák, de főznek is vele.
A 15. században fedezték fel ismét európai hajósok a gumiarábikumot, és megindult behozatala kontinensünkre. Az arabicum, arab jelzők nem a származási helyre utaltak, hanem arra, hogy Európába leginkább arábiai kikötőkből (például Áden, Suakin) szállították a nyersmézgát. Eleinte leginkább orvosságként ismerték. Az újkorban a nyomda-, a papír- és a textiliparban, a cigarettagyártásban ragasztószerként, gyufafej, pirotechnikai anyagok, festékek, cipőkenőcsök, tinta kötő-, illetve sűrítőanyagaként, valamint a gyógyszeriparban emulziókhoz alkalmazták és alkalmazzák. A 20. század első harmadában a fényképészetben általános volt a guminyomat, azaz egyfajta bikromát eljárás, amely gumiarábikumos oldattal kezelt fotopapírokon lehetővé tette a művészi igényű szépiafelvételek kidolgozását. A postai bélyegek ragasztandó oldalát gyakran szintén gumiarábikummal vonják be. Az élelmiszeriparban szirupok, gumi- és pillecukrok adalékanyaga, illetve fontos filmbevonatképző és kolloidstabilizátor (E-száma E-414). Mára a szintetikus anyagok előretörése háttérbe szorította használatát.
2001-ben az Amerikai Egyesült Államok közvéleménye felbolydult a hír hallatán, miszerint a Coca-Cola és a rágógumi alapanyagául is szolgáló gumiarábikum legnagyobb beszállítója az a szudáni cég, amelyben Oszama bin Láden is részesedéssel bír. A hír ugyan legendának bizonyult, de a meghurcolt gumiarábikum hivatalos, a csomagolásokon feltüntetett neve az addigi gum arabic helyett gum acacia lett.

## Kinyerése és feldolgozása
A legjobb minőségű gumiarábikum a Szahara vidékén honos két arabmézgafa – Acacia senegal, Acacia seyal – szagtalan, nyálkás, gumiszerű váladéka. Minőségében ettől elmaradó gumiarábikum nyerhető ki más afrikai (A. arabica, A. abyssinica, A. giraffae, A. albida) és ausztráliai (A. pycnantha, A. molissima) akáciafajokból. A Szahara övezetében, Szomáliától Szudánon és Csádon keresztül Szenegálig ún. gumikertekben termesztik az akáciát, másutt a természetes körülmények között élő fákat csapolják meg. A kéreg függőleges, 40–60 centiméteres bemetszésével gumikiválást előidézve tesznek szert a szükséges alapanyagra. Az akáciafajok gumitermelése a forró évszakban bőséges, így általában november–március között, kézzel gyűjtik össze a kiválasztódott és a napon megszilárdult, kb. 5 centiméteres átmérőjű gumigömböket. Egy kifejlett, 5–25 éves fa éves gumitermése 0,4–2 kg között ingadozik.
A nyers gumiarábikumot ezt követően kézzel megtisztítják a portól és a kéregdaraboktól, esetleg a nedvességtartalmat is kisajtolják. A kisebb darabokat különválasztják és nagykereskedelmi forgalomba bocsátják (egyes könnyűipari ágazatoknak a feldolgozatlan, nyers gumiarábikumra van szükségük), ezután kezdetét veheti az ipari feldolgozás. A nyersterméket összezúzzák, vízben feloldják, vegyileg tisztítják, majd hőkezelik. Legvégül porlasztószárítás alá vetik, amelynek eredményeként a tiszta, vízben könnyen oldódó gumiarábikumpor nagykereskedelmi forgalomba kerülhet, 1 kilogrammostól 1 mázsás kiszerelésig.